# That's My Work Volume 4
| Críticas profissionais | Críticas profissionais |
| Avaliações da crítica  | Avaliações da crítica  |
| Fonte                  | Avaliação              |
| ---------------------- | ---------------------- |
| DatPiff                | [ 1 ]                  |

That's My Work Volume 4 é a mixtape de estreia, e primeiro lançamento desde 2001 do grupo de rap estadunidense Tha Eastsidaz, em parceria com produtor musical e Disc jockey DJ Drama. O álbum foi produzido por DJ Drama, e lançado para descarga digital em 15 de julho de 2014.

## Singles
Em 11 de junho de 2014 foi lançado o vídeo da canção "Get U Right". Em 29 de julho de 2014 foi lançado o clipe da musica "Can't Trust Em".

## Faixas
| N.º            | Título                                    | Duração |  |
| 1.             | "Beast"                                   | 2:45    |  |
| 2.             | "Get U Right"                             | 4:49    |  |
| 3.             | "PayDay"                                  | 4:44    |  |
| 4.             | "Can't Trust Em"                          | 3:18    |  |
| 5.             | "Milk 'N Honey"                           | 4:20    |  |
| 6.             | "Bottom Girl" (com Kokane & Nate Dogg)    | 3:58    |  |
| 7.             | "Run Up On Us"                            | 2:19    |  |
| 8.             | "Parking Lot Pimpin"                      | 4:08    |  |
| 9.             | "Wake UP"                                 | 4:40    |  |
| 10.            | "Can't Let It Go"                         | 5:01    |  |
| 11.            | "Put 1 Pon The Air"                       | 3:39    |  |
| 12.            | "Somethings Neva Change"                  | 3:54    |  |
| 13.            | "Commercial"                              | 1:37    |  |
| 14.            | "Bacc On Da Blocc"                        | 4:03    |  |
| 15.            | "Crowns In"                               | 3:06    |  |
| 16.            | "City Of G'z"                             | 3:40    |  |
| 17.            | "Bacc Up Hoes"                            | 4:16    |  |
| 18.            | "Let's Go" (com Nate Dogg & Ricky Harris) | 4:45    |  |
| 19.            | "Commercial"                              | 0:40    |  |
| 20.            | "Me & Mines"                              | 3:46    |  |
| Duração total: | Duração total:                            | 73:15   |  |

## Desempenho comercial
O disco vendeu cerca de 75 mil downloads, na plataforma virtual de distribuição de Mixtapes DatPiff.

## Créditos
- Capa: KidEight Designs[6]
- Produtor executivo: Bigg Snoop Dogg[6]
- Produtor chefe: DJ Drama[2]
- Produtores adicionais: 1500 Or Nuthin, Battlecat, Fredwreck, Goldie Loc, Scoop Deville, KJ (24)[6]

## Histórico de lançamento
| País           | Data                | Formato          | Gravadora    | Ref.        |
| -------------- | ------------------- | ---------------- | ------------ | ----------- |
| Estados Unidos | 15 de julho de 2014 | Digital download | Independente | [ 6 ] [ 7 ] |
| Mundo          | 15 de julho de 2014 | Digital download | Independente | [ 6 ] [ 7 ] |